# Мая Анджелоу
Мая А̀нджелоу (на английски: Maya Angelou), псевдоним на Маргарит Ани Джонсън (на английски: Marguerite Annie Johnson), е американска поетеса, писателка, актриса и общественичка.
Тя е сред видните фигури на движението за граждански права в средата на 20 век.

## Литературни творби (автобиографични)
Автор на няколко автобиографични книги. Има и книга, съдържаща всички нейни автобиографии:
- I Know Why the Caged Bird Sings – 1969
- Gather Together in My Name – 1974
- Singin' and Swingin' and Gettin' Merry Like Christmas – 1976
- The Heart of a Woman – 1981
- All God's Children Need Traveling Shoes

## За нея
- Braxton, Joanne M., ed. (1999). Maya Angelou's I Know Why the Caged Bird Sings: A Casebook. New York: Oxford Press. ISBN 978-0-19-511606-9
- Burr, Zofia (2002). Of Women, Poetry, and Power: Strategies of Address in Dickinson, Miles, Brooks, Lorde, and Angelou. Urbana, Illinois: University of Illinois Press. ISBN 978-0-252-02769-7
- Gillespie, Marcia Ann, Rosa Johnson Butler, and Richard A. Long. (2008). Maya Angelou: A Glorious Celebration. New York: Random House. ISBN 978-0-385-51108-7
- Hagen, Lyman B. (1997). Heart of a Woman, Mind of a Writer, and Soul of a Poet: A Critical Analysis of the Writings of Maya Angelou. Lanham, Maryland: University Press. ISBN 978-0-7618-0621-9
- Lupton, Mary Jane (1998). Maya Angelou: A Critical Companion. Westport, Connecticut: Greenwood Press. ISBN 978-0-313-30325-8